# Schoonspringen op de Olympische Zomerspelen 1908

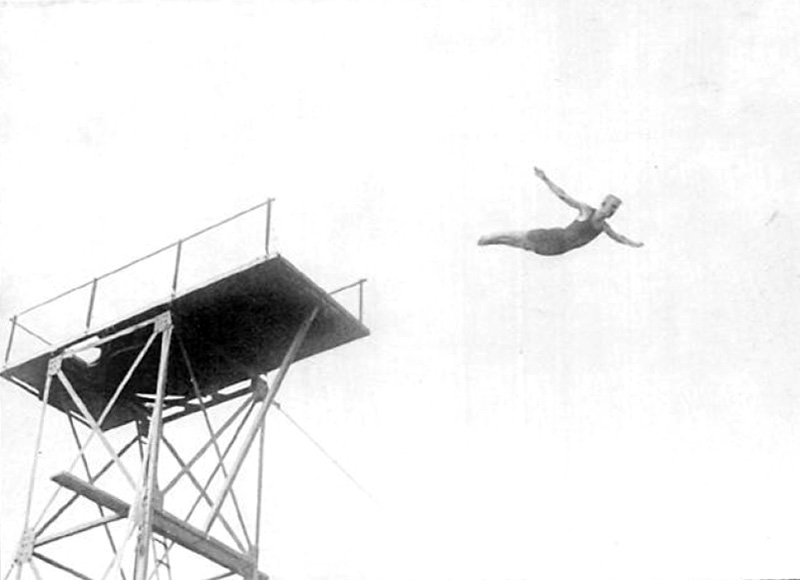
Arvid Spångberg bij zijn sprong van de tienmetertoren

Schoonspringen is een van de sporten die beoefend werden tijdens de Olympische Zomerspelen 1908 in Londen.

## Heren

### Driemeterplank
| rang   | sporter        | land | punten |
| ------ | -------------- | ---- | ------ |
| Goud   | Albert Zürner  | GER  | 85.5   |
| Zilver | Kurt Behrens   | GER  | 85.3   |
| Brons  | George Gaidzik | USA  | 80.8   |
| Brons  | Gottlob Walz   | GER  | 80.8   |

### Tienmetertoren
| rang   | sporter           | land | punten |
| ------ | ----------------- | ---- | ------ |
| Goud   | Hjalmar Johansson | SWE  | 83.75  |
| Zilver | Karl Malmström    | SWE  | 78.73  |
| Brons  | Arvid Spångberg   | SWE  | 74.00  |
| 4      | Robert Andersson  | SWE  | 68.30  |
| 5      | George Gaidzik    | USA  | 56.30  |

## Medaillespiegel
| rang   | land             | goud | zilver | brons | totaal |
| ------ | ---------------- | ---- | ------ | ----- | ------ |
| 1      | Duitsland        | 1    | 1      | 1     | 3      |
| 1      | Zweden           | 1    | 1      | 1     | 3      |
| 3      | Verenigde Staten | 0    | 0      | 1     | 1      |
| totaal | totaal           | 2    | 2      | 3     | 7      |